# Tomás Adolfo Ducó
Tomás Adolfo Ducó (Buenos Aires, 20 de septiembre de 1901-Ibidem, 31 de enero de 1964) Hijo de Enrique Augusto Ducó y de Elena Blanco. Fue un militar argentino que destacó además como dirigente deportivo en el Club Atlético Huracán. Fue fundador de Grupo de Oficiales Unidos (GOU) y uno de los organizadores del golpe de Estado del 4 de junio de 1943 que dio origen a la Revolución del 43.

## Biografía

### Carrera militar
El 5 de marzo de 1919 ingresó al Colegio Militar de la Nación con el consentimiento firmado por su madre Elena Blanco. En 1942 fue ascendido a teniente coronel, grado con el cual se retiró. En 1943 fue uno de los fundadores del GOU. Fue uno de los militares que marcharon a la cabeza de la columna militar que el 4 de junio de 1943 realizó el golpe de Estado que derrocó a Ramón Castillo y dio origen a la Revolución del 43. Fue designado jefe del Regimiento 3 de Infantería. Al ser depuesto Pedro Pablo Ramírez en 1944, intentó resistir la decisión con un levantamiento el 29 de febrero, el cual resultó fallido. Por esta razón fue dado de baja.

### Carrera dirigencial
Fue interventor de Lotería Nacional y Casinos, presidente de la empresa Costera Criolla y de la Liga Argentina de Básquetbol. Fue también vicepresidente de la Asociación del Fútbol Argentino.
Fue varias veces presidente del Club Atlético Huracán: 1938-1945, 1949-1950 y 1952-1955. Durante sus mandatos se inició la construcción del estadio del club, que lleva su nombre y la sede social de la Avenida Caseros. Tomás Adolfo Ducó se casó con María Esther Cuervo Montenegro (de sobrenombre Turquesa) en la ciudad de Mendoza, en 1927, cuando estaba destinado como oficial de Infantería del Ejército Argentino en esa ciudad, conforme registra el Registro Civil de esa ciudad. Luego fue destinado a Covunco, cerca de Zapala, en Neuquén. Vivió siempre con su esposa que le dio 2 hijos, Enrique (Pinocho) 1928 y Carlos (Pico) 1930, en nombre de su tío Carlos Jorge Cuervo. En 1938 es electo por primera vez en Huracán para la presidencia, siendo reelecto en varias oportunidades hasta 1945, cuando deja el cargo. Nunca fue cuñado de Juan D. Perón, como se ha difundido inexactamente. Luego del levantamiento contra Farrel en 1944, cuando tomó Lomas de Zamora, fue preso a la isla de Martín García, siendo liberado al año siguiente. El 15 de marzo de 1947 es nuevamente electo, pero las elecciones son anuladas y el club se mantiene intervenido. En 1947, triunfó la lista que él apoyaba en Huracán con Torres como presidente. El 15 de enero de 1949 se presentó nuevamente como candidato y fue elegido por una abrumadora mayoría para el período 1949-1951. Sin embargo, renunció a su cargo y se llamó a elecciones en 1950. En 1952 vuelve a ser electo presidente de Huracán, y en 1954 es reelecto. En abril de 1955 deja el cargo, llamando a elecciones, y los periodos presidenciales pasan a durar 3 años.
Falleció en Buenos Aires, el 31 de enero de 1964. Tanto él como su esposa, Esther Cuervo, murieron en el Hospital Militar.

## Otras actividades
Se desempeñó también como cronista de la sección deportiva de La Nación.